# Addio, piccola mia
Addio, piccola mia ist eine deutsche Filmbiografie der DEFA von Lothar Warneke aus dem Jahr 1979. Sie behandelt Leben und Tod des Schriftstellers Georg Büchner.

## Handlung
Georg Büchner ist Medizinstudent in Straßburg, lebt in armen Verhältnissen und liebt die junge Louise. Im Jahr 1833 kehrt er nach Hessen zu seiner Familie zurück. Hier wird er Zeuge verschiedener revolutionärer Scharmützel einzelner kleiner Gruppen, doch ahnt Büchner, dass nur durch die Masse und da durch die Bauern, die die Steuern drücken, wirklich eine Revolution geschehen kann. Er findet unter anderem in Pfarrer Friedrich Ludwig Weidig einen Gleichgesinnten. Andere Jugendliche, darunter der Sohn des Präsidenten des Hofgerichts Ludwig Minnigerode, Karl Minnigerode, schließen sich Büchner an und gründen die „Gesellschaft für Menschenrechte“.
Büchner schreibt das Flugblatt Der Hessische Landbote, das unter der Bevölkerung verteilt werden soll. Weidig schreibt es gegen seinen Willen um. Die Gruppe wird schon bald gestört: Weidig wird zunächst nach Ober-Gleen strafversetzt, wo Büchner ihn aufsucht und wegen des umgeschriebenen Flugblatts anklagt, und später inhaftiert. Minnigerode wird beim Abholen der Flugblätter verhaftet, jedoch nach Vortäuschung von Geisteskrankheit freigelassen und von den Eltern nach Amerika geschickt. Ludwig Minnigerode wird unehrenhaft aus dem Staatsdienst entlassen.
Georg Büchner ist zu dieser Zeit bereits nach Straßburg geflohen, wo er erneut mit Louise zusammentrifft. Zwar vollendet er sein Werk Dantons Tod und schreibt den Lenz, widmet sich jedoch überwiegend seinen wissenschaftlichen Untersuchungen zu Fischen. Als ihm das deutsche Ehepaar Caroline und Friedrich Wilhelm Schulz anbietet, ihn mit in die Schweiz zu nehmen, willigt er ein. Erneut muss er sich von Louise verabschieden. In Zürich hält er Vorlesungen zum Nervensystem von Fischen und arbeitet am Woyzeck, fühlt sich jedoch zunehmend krank. Er stellt selbst fest, dass er an Typhus erkrankt ist. Kurz vor seinem Tod besucht ihn Louise, deren Präsenz er noch wahrnehmen kann. Wenig später stirbt er. Louise besucht mit Caroline die Wohnung, die Georg Büchner für sie beide anmieten wollte.
Vor dem Abspann werden die Titel der Werke eingeblendet, die Büchner geschrieben und übersetzt hat.

## Produktion
Zu den frühesten Filmen der DEFA hatte 1947 die Büchner-Verfilmung Wozzeck gehört. „1947 galt die Übertragung von Büchners sozialer Tragödie auf die Kinoleinwand der Wiederentdeckung eines Dichters, dessen Werke bei den Nazis unerwünscht waren. Heute findet man im Bilde seiner Zeit, des deutschen Biedermeier, manche Parallelen zur Gegenwart des geteilten Landes“, so Heinz Kersten 1979 anlässlich der Premiere von Addio, piccola mia. Der Filmtitel bezieht sich auf die letzten Worte im Brief Büchners an seine Geliebte Wilhelmine Jaeglé (im Film „Louise“), die er am 27. Januar 1837 vor seinem Tod niederschrieb.
In einer Szene, in der Büchner im Hörsaal in Zürich eine Vorlesung hält, wurde das Auditorium mit zahlreichen Regisseuren und Autoren der DEFA besetzt. Im Publikum befanden sich unter anderem: Horst E. Brandt, Heiner Carow, Claus Dobberke, Joachim Hasler, Ralf Kirsten, Gottfried Kolditz, Siegfried Kühn, Kurt Maetzig, Roland Oehme, Konrad Petzold, Günter Reisch, Helga Schütz, Erwin Stranka, János Veiczi, Lothar Warneke, Ulrich Weiß, Konrad Wolf und Herrmann Zschoche.
Addio, piccola mia erlebte am 18. Januar 1979 im Berliner Kino International seine Premiere.

## Kritik
„Szenaristin Helga Schütz […] hat sich bei der Schilderung der letzten drei Lebensjahre des Mediziners, Dramatikers und Revolutionärs Büchner […] eng an Dokumente gehalten. Trotzdem ist dies kein biographischer Film im herkömmlichen Sinne geworden – eher ein stimmungsvoller Bilderbogen aus einer Zeit der Repression und Restauration, zugleich das Porträt einer Generation scheiternder Revolutionäre“, schrieb die Frankfurter Rundschau 1979. Andere Kritiker sahen genau das eher negativ und schrieben, dass Struktur und Erzählweise des Films „weniger Vorgänge als Stimmungen entwickeln, mehr Momente ausmalen als Zusammenhänge aufdecken“, wodurch der Blick auf die Geschichte erschwert und behindert werde. Der Film sei dadurch nicht anspruchsvoll, sondern eher kunstvoll.
Das Lexikon des internationalen Films schrieb: „Als historischer Rückblick, Biografie und zeitlose Studie zugleich angelegt, ist der opulent ausgestattete Film ganz seiner Entstehungszeit verhaftet und vermag nicht vollends zu überzeugen.“ Addio, piccola mia sei „ein Film eindringlicher Bilder, tiefer Stimmungen […], historisches Selbst-Gefühl und Nachdenken anregend, aber mit dieser Stimmungslage dem tragischen Forte des Büchnerschen Denkens, Schreibens, Scheiterns auch etliches schuldig bleibend.“